# Eugenia Kemeny
Eugenia Kemeny Kirschner (?, Hongria, 1893 - Barcelona, 25 de novembre de 1969) fou una soprano hongaresa establerta a Barcelona. Va ser professora de cant del Conservatori Superior de Música del Liceu.
Va arribar a Espanya abans de la guerra. Les primeres ressenyes d'hemeroteca amb actuacions seves a Barcelona daten de 1929. Va cantar fins després de la Guerra Civil espanyola, passant després a donar classes de cant al Conservatori del Liceu, fins a la seva mort. Va ser professora d'importants cantants, com ara Montserrat Caballé, Francesca Callao, Mirna Lacambra, Carme Hernández, Maria Alòs, i la contralt Josefina Benajam. Eugenia Kemeny havia abordat papers wagnerians, abans d'arribar a Espanya. Potser per això, com a professora del Conservatori del Liceu, feia servir uns mètodes sorprenents, amb gimnàstica inclosa, per treballar el fiato dels seus alumnes.
Va morir el 25 de novembre de 1969 a Barcelona.

## Nota
- El seu cognom es troba sovint escrit Kemmeny, fins i tot a moltes notes biogràfiques o llibres sobre la soprano Montserrat Caballé. La notícia publicada pel diari La Vanguardia sobre la seva mort fa servir la forma Kemeny, que és a més el segon cognom del seu fill, Rodolfo Carranza Kemeny. Una altra forma que es troba sovint - amb la lletra diacrítica corresponent a la grafia original del cognom hongarès - és Kemény.